# Katon Starejši
Mark Porcij Katon (tudi Kato; znan kot Katon Starejši (/ˈkeɪtoʊ/; latinsko Marcus Porcius Cato; Cato Maior), rimski senator, zgodovinar in filozof, * 234 pr. nš. št, Tusculum, Rimska republika, † 149 pr. nš. št, Rim, Rimska republika. Rodil se je plebejski družini in se, kot homo novus (lat. novi človek), hitro povzpel po rimski vojaški hierarhiji. Znan po svojih patriarhalnih in republikanskih stališčih, stoični drži ter zagovornik uničenja Kartagine. Znan tudi kot Katon Cenzor (Cato Censor), Katon Modri (Cato Sapiens) in Katon Antični (Cato Priscus).

### Zgodnje življenje
Katonovo rojstno mesto je Tusculum. Podobno kot njegov oče, ki si je prislužil naslov dobrega vojaka, se je tudi sam lotil vojskovanja. Od očeta je podedoval majhno posest na Sabinskem (dandanes mesto v Rieti v Italiji). Večino otroštva se je uril za vojaka. Plutarh je trdil, da se je v mladosti Katon v Tarentomu (obalno mesto v jugu Italije) učil grščine in da se je družil z grškim filozofom Nearchusom. Kljub temu je zagovarjal staromodno striktno rimsko tradicijo in njene norme, se je predvsem zgledoval po stoikih. Eden od njegovih znanih izrekov je: Vsem spregledam napake, sebi ne.

### Vojaška kariera
V drugi punski vojni se je boril proti Hanibalu in bil prisoten pri bitki pri Metaurusu, v kateri je bil ubit Hanibalov brat Hasdrubal. Po vojni je na koncu vsakega govora izrekel svoj značilen izrek "Carthago delenda est" (Kartagina mora biti uničena). Leta 205 pr. n. št. je postal kvestor in služil Publiju Korneliju Scipionu Afriškem na Siciliji. V letu 199 pr. nš. št. je skupaj z njegovim prijateljem Helviusom restavriral plebejske igre. Naslednje leto je bil povišan v pretorja in v last dobil Sardinijo skupaj s 3000 pešaki ter 200 konjeniki. Katon si je želel podrediti ozemlje med Pireneji in reko Iberus in je zato šel na vojaški pohod. Med njegovo iberijsko kampanjo si je pridobil naslov dobrega in predvsem neusmiljenega poveljnika. Med svojim osvajanjem je storil številna množična ubijanja, v katerih so bile žrtve pogosto neoborožene. Trdil je da je med kampanjo uničil več mest, kolikor dni je trajala kampanja. Po zmagi se je vrnil v Rim, kjer je za njegov vojaški uspeh dobil triumvirat, ter vojni plen pravično razdelil med svoje vojake. Pozneje se je tudi pridružil v bitki pri Termopilah (191 pred našim štetjem), v času ko se je Rimska republika borila proti Selevkidskem cesarstvu in po bitki, v Atenah nagovoril Grke v latinščini, čeprav je znal grščino.

### Politika
Ko je bil star le 39 let je bil izvoljen za pomožnega konzula svojemu staremu prijatelju Flaccusu. Po drugi Punski vojni je strogo nasprotoval ukinitvi oppijanskega zakona (Lex Oppia), ki je prepovedal ženskam, da prikazujejo razkošje ter jim je omejil imetje zlata. Zakon je bil prvotno ustvarjen, da bi izboljšal finančno stanje Rimske republike na začetku druge punske vojne. Čeprav tega razloga ni bilo več, je Katon trdil, da bo vse večje razkošje rimskih državljanov privedlo k večjemu pohlepu, dekadenci ter korupciji. Po temu nasprotovanju je njegov ugled ostal nedotaknjen tudi med patriciji, katerih žene so bile zelo nezadovoljne nad oppijanskim zakonom. Po incidentu pri katerem je imel nevljuden nagovor nasprotnicam oppijanskega zakona, je šel v rimsko hispansko provinco in začel s svojo vojaško kampanjo. Ko se je zmagoslavno vrnil v Rim je postal ena glavnih političnih osebnosti. Nasprotoval je širitvi helenizma v Rimski republiki, saj je bil prepričan, da bo to uničilo tradicionalni rimski način življenja in povzročilo povečanje degeneracije rimske družbe. Veljal je za izjemno skromnega moža, pa tudi za skopuha. Plutarh je dejal, da mu sploh nobena reč ni bila poceni, ter da raje tekmuje z junaki v hrabrosti kakor z bogatimi v premožnosti. Kar se tiče političnih dejanj kot senator, je zaradi njegovih striktnih moralnih načel izgnal L. Quinctiusa Flamininusa. Nasprotoval je razkošnemu življenjskemu stilu rimske elite, enakost si je prizadeval doseči z regulacijo in davki. Po letu 184 pr. nš. št. ni imel nobene javne funkcije, kljub temu pa je bil še vedno glasen zagovornik tradicionalnih rimskih vrednot, nasprotnik hedonizmu in podpornik popolnega uničenja Kartagine. Slednje je omenil v čisto vsakem govoru.

### Dela
- Njegovo delo O starosti trdi, da vrline starosti, kot so preudarnost, ugled in modri nasvet (lat. consilium, auctoritas in sententia) prekašajo vrline mladosti, kot so telesna moč (vires), gibkost (velocitas) in hitrost (celeritas). Trdi tudi, da zato ker starost prikrajša človeka užitkov, kar naj bi bil največja težava mladosti in da se smrti sploh ni treba bati.
- Napisal je priročnik o tem, kako voditi domačijo ("De Agri Cultura" ali "O agrikulturi"), ki se je skoraj v celoti ohranilo. V priročniku pa večinoma govori iz lastnih izkušenj in daje praktične nasvete za gojenje vinske trte, oljk in sadja.
- Napisal je tudi zgodovino raznih italijanskih mest (med slednjimi je tudi Rim) z naslovom "Origines”. Večina dela je zgubljena in obstaja le v fragmentih. Za razliko od prejšnjih (predvsem helenističnih) proznih zgodovinskih del, je delo napisano v latinščini, ter v ospredju ne nastopajo posamezniki, ampak je le ta vključen v nek kolektiv, ki je tvorec zgodovine.
- Ohranjenih je okoli 150 političnih govorov v katerih je nasprotoval domnevnemu zatonu rimskih moralnih vrednot.